# Spolia opima
Spolia opima («споліа опіма», з лат. — «багата здобич») — особливо почесний трофей, принесений в дар Юпітеру Феретрійскому полководцем, який отримав право на тріумф.
Такий дар міг піднести командувач військом (цар або консул), що особисто вбив в поєдинку ворожого полководця і зняв з нього обладунки та зброю, які й приносилися в дар Юпітеру. Незважаючи на те, що римляни визнавали і виставляли і інші види трофеїв — наприклад, штандарти і носи ворожих кораблів — spolia opima вважався найбільш почесним трофеєм і приносив величезну славу особі, котра його завоювала.
Таких випадків в історії Риму було лише три:
- Ромул переміг ценінського царя Акрона[3];
- Військовий трибун з консульською владою Авл Корнелій Косс в 437 році до н. е. переміг Ларса Толумнія, царя міста Вейї[4];
- Консул Марк Клавдій Марцелл в 222 році до н. е. переміг царя племені інсубрів[en] Віридомара[5][6].

Четвертим мав стати проконсул Марк Ліциній Красс, який убив в 29 році до н. е. в бою царя бастарнів Дельдона, але Октавіан Август, який боявся, що така велика слава зробить Красса небезпечним суперником, під надуманими приводами заборонив йому присвячувати обладунки.
На думку античних авторів, ще три воєначальника зробили подібні подвиги, вбивши в поєдинках ворожих вождів:
- Тит Манлій Торкват в 361 році до н. е. вбив знатного гала в поєдинку на мосту через річку Аніен[pl][10][11];
- Військовий трибун Марк Валерій Корв в 349 році до н. е. вбив вождя племені сенонів в ході війни в Помптинській області[12][13];
- Військовий трибун Публій Корнелій Сципіон Еміліан в 151 році до н. е. в Іспанії при облозі міста Інтеркатіі (сучасне Вільянуева-дель-Кампо) вбив ворожого вождя ваккеїв[14][15].

Однак всі вони воювали під командуванням інших полководців, а тому не мали права присвятити храму Юпітера Феретрія ворожі обладунки. До того ж щодо перших двох випадків у стародавніх авторів немає єдності: Валерій Максім і Авл Геллій називають супротивників римлян вождями, а Тит Лівій — просто видатними воїнами. У якому ранзі був Тит Манлій Торкват, римські автори не повідомляють.